# 截孢须腹菌
截孢须腹菌（学名：Rhizopogon fabri）是属于牛肝菌目须腹菌科须腹菌属的一种担子菌。该种分布于中国、美国等地。